# Olof Olsson (kartograf)
Nils Olof Olsson, född den 19 juni 1883 i Vårdnäs församling, Östergötlands län, död den 26 december 1969 i Stockholm, var en svensk kartograf och ämbetsman. Han var far till journalisten Jan Olof Olsson och arkitekten Per-Olof Olsson.
Olsson avlade studentexamen i Nyköping 1903. Han var lantmäterielev i Södermanlands län 1903–1905, i Stockholms län 1905–1906, avlade lantmäteriexamen 1907 och  var lantmäteriauskultant i Södermanlands län 1907–1909. Olsson blev kartografaspirant i Rikets allmänna kartverk 1909, ordinarie kartograf 1910 och statskartograf 1921. Han var byråchef vid ekonomiska kartbyrån  i Rikets allmänna kartverk 1937–1949. Olsson var styrelseledamot i Kartografiska sällskapet 1921–1925 och medarbetare i dess publikation Sveriges kartläggning 1922 och 1948. Han medverkade vid utgivningen av ekonomiska kartan över Västmanland med jordregisterbeteckningar 1917–1925 och kartan över Stockholms stad med omnejd i 12 blad i skala 1:8 000 1917–1934 samt utarbetade kartor i skala 1:10 000 över infanteriskjutskolan på Rosersberg 1946, Nacka 1948 och Utö pansarskjutfält 1949. Olsson blev riddare av Vasaorden 1932 och av Nordstjärneorden 1940 samt kommendör av andra klassen av sistnämnda orden 1949. Han vilar på Skogskyrkogården i Stockholm.